# Трбушаста ћелавица
Трбушаста ћелавица  (лат. Lycoperdon utriforme) је прилично крупна гљива из рода пухара. Широко је распрострањења у умереном појасу северне хемисфере, а пронађени су примерци и у Аустралији, Новом Зеланду и Чилеу. Изразито хелиофилна врста: расте на добро осунчанимтравнатим површинама пре свегапашњацима. Најчешће одабире песковито тло, а чешћа је у планинама него у равници. Јавља се с лета и у јесен најчешће у групама од неколико јединки. Јестива врста.

## Опис плодног тела
Плодно тело је округласто и постављено на дршку која се сужава висине и ширине до 15 цм. Подсећа на обрнуту крушку ширих димензија. Перидијум је беличаст (касније браон боје), пирамидално испуцао. Звездасто се отвара почев од врха и делимично дезинтегрише. Глеба је у почетку беличаста, касније жућкаста до маслинаста, а на крају смеђа и пуна спора. Субглеба је од глебе јасно одвојена сувом опном.

## Микроскопија
Споре су огругласте и глатке, величине 4-5µm. 

## Отисак спора
Отисак спора је смеђе нијансе.

## Јестивост
Јестива је само глеба и то само до момента до је гљива млада односно док је на попречном пресеку беле боје. Касније кад унутрашњост пожути више није јестива. Приликом коришћена потребно је одстранити дршку и огулити обе овојнице. Ипак одређена антибиотичка дејства.

## Сличне врсте
Бројне врсте пухара на око и по опису одговарају изгледу трбушасте ћелавице попут Calvatia cyathiformiss, C. booniana и C. pachyderma. C. cyathiformiss има розе глебу. Од остале две врсте се доста теже разликује и потребно је искуство као преглед спора на микроскопу.

## Галерија
- Lycoperdon utriforme
- Lycoperdon utriforme
- Lycoperdon utriforme
- Lycoperdon utriforme
- Lycoperdon utriforme